# Башня Донец
Башня Донец (другие названия — Четырёхугольная (1609), Безымянная (1706)) — одна из башен Смоленской крепостной стены, возведенной зодчим Фёдором Конём. Название получила от размещавшихся в ней стрельцов, среди которых было немало выходцев из донских казаков.

## История
Четырехугольная малая башня была возведена в XVII веке. Частично разрушена при осаде города войсками Сигизмунда III. В 1611 году восстановлена с некоторыми изменениями поляками. В XIX в. здание использовалось под архив. С 1912 года входила в состав бульвара Отечественной войны 1812 года, на открытии которого в Смоленске присутствовал Николай II. В 1968 году напротив башни Донец был зажжен Вечный Огонь. К 1150-летию Смоленска провели значительную реконструкцию башни и прясел стены.